# Anders Pedersen (trommeslager)
 For alternative betydninger, se Anders Pedersen. (Se også artikler, som begynder med Anders Pedersen)
Anders Matti Pedersen (født 1966) er en dansk/engelsk professionel trommeslager.
Han har spillet og/eller spiller med blandt andre: Steen Kyed Trio, T.A.O., Anne Linnet, Allan Olsen, Nanna Lüders Jensen og Anne Dorte Michelsen.